# Anadara axelolssoni
Anadara axelolssoni is een tweekleppigensoort uit de familie van de Arcidae. De wetenschappelijke naam van de soort is voor het eerst geldig gepubliceerd in 2001 door Macsotay & Campos.